# Paardenbos
Het Paardenbos is een natuurgebied van 110 hectare in de gemeente Baarn in de provincie Utrecht. Het ligt op het noordelijke deel van de Utrechtse Heuvelrug wat te zien is aan het geaccidenteerde terrein.  Aan de noordzijde wordt het bos begrensd door de Hilversumsestraatweg, aan de westzijde door de Zevenlindenweg.
Het Paardenbos ligt achter en naast Paleis Soestdijk en is bereikbaar vanaf de marechausseekazerne aan de Amsterdamsestraatweg. Vroeger hoorde het bos bij Soestdijk, maar in de jaren 80 van de 20e eeuw is het bos verkocht aan de Nederlandse Staat. 
Tijdens de Franse bezetting in de tijd van Napoleon werd paleis Soestdijk als kazerne gebruikt. De Franse soldaten stalden er hun paarden. De naam Paardenbosch is waarschijnlijk in die tijd ontstaan.

## Schietbaan
In het bos werd in 1919 een buitenschietbaan opgericht met toestemming van Koningin Emma. In 1932 werd grootgrondbezitter François Eugène van Heerdt voorzitter van Schietvereniging Baarn & Omstreken die deze schietbaan beheert.

## Flora en fauna
Het Paardenbos is een stiltegebied wat in gebruik is als productiebos. Het omvat vakken met douglassparren, zomereiken, Amerikaanse eiken, zwarte dennen en beuken. In het bos groeien naast vele paddenstoelen en varens ook bosbes- en veenbesstruiken.